# Au coin de la Quarante-Quatrième rue
Pour plus de détails, voir Fiche technique et Distribution.
Au coin de la quarante-quatrième rue (The Mayor of 44th Street) est un film américain en noir et blanc réalisé par Alfred E. Green, sorti en 1942.

## Fiche technique
- Titre : Au coin de la quarante-quatrième rue
- Titre original : The Mayor of 44th Street
- Réalisation : Alfred E. Green
- Scénario : Robert Hardy Andrews et Lewis R. Foster
- Photographie : Robert De Grasse
- Montage : Irene Morra
- Musique : Roy Webb (non crédité)
- Société de distribution : RKO Pictures
- Pays de production : États-Unis
- Format : noir et blanc - 1,37:1 - Son : Mono (RCA Sound System)
- Genre : Drame romantique musical
- Durée : 86 min
- Date de sortie : 
  - États-Unis : 15 mai 1942

## Distribution
- George Murphy : Joe Jonathan
- Anne Shirley : Jessey Lee
- William Gargan : Tommy Fallon
- Richard Barthelmess : Ed Kirby
- Freddy Martin : Freddy Martin
- Millard Mitchell : Herman
- Mary Wickes : Mamie
- Walter Reed : Lou Luddy
- Esther Muir : Hilda